# ريكاكو أيكاوا
ريكاكو أيكاوا (باليابانية: 愛河 里花子) مواليد 7 أكتوبر 1967 في كاناغاوا، اليابان، هي مؤدية أصوات يابانية.

## الأدوار

### التلفاز
- نوار
- أنا وأخي
- بوكيمون
- همتارو
- دي جرايمان
- تو لاف-رو

### أفلام
- المحقق كونان: خيال شارع بيكر
- همتارو
- آسترو بوي

### الدبلجة
- ماي ليتل بوني: فرندشيب إز ماجيك
- العنصر الخامس

## روابط خارجية
- ريكاكو أيكاوا على موقع IMDb (الإنجليزية)
- ريكاكو أيكاوا على موقع ألو سيني (الفرنسية)
- ريكاكو أيكاوا على موقع ميوزك برينز (الإنجليزية)
- ريكاكو أيكاوا على موقع قاعدة بيانات الفيلم (الإنجليزية)
- ريكاكو أيكاوا على موقع كينوبويسك (الروسية)
- ريكاكو أيكاوا على موقع ANN person (الإنجليزية)